# Rick Santorum

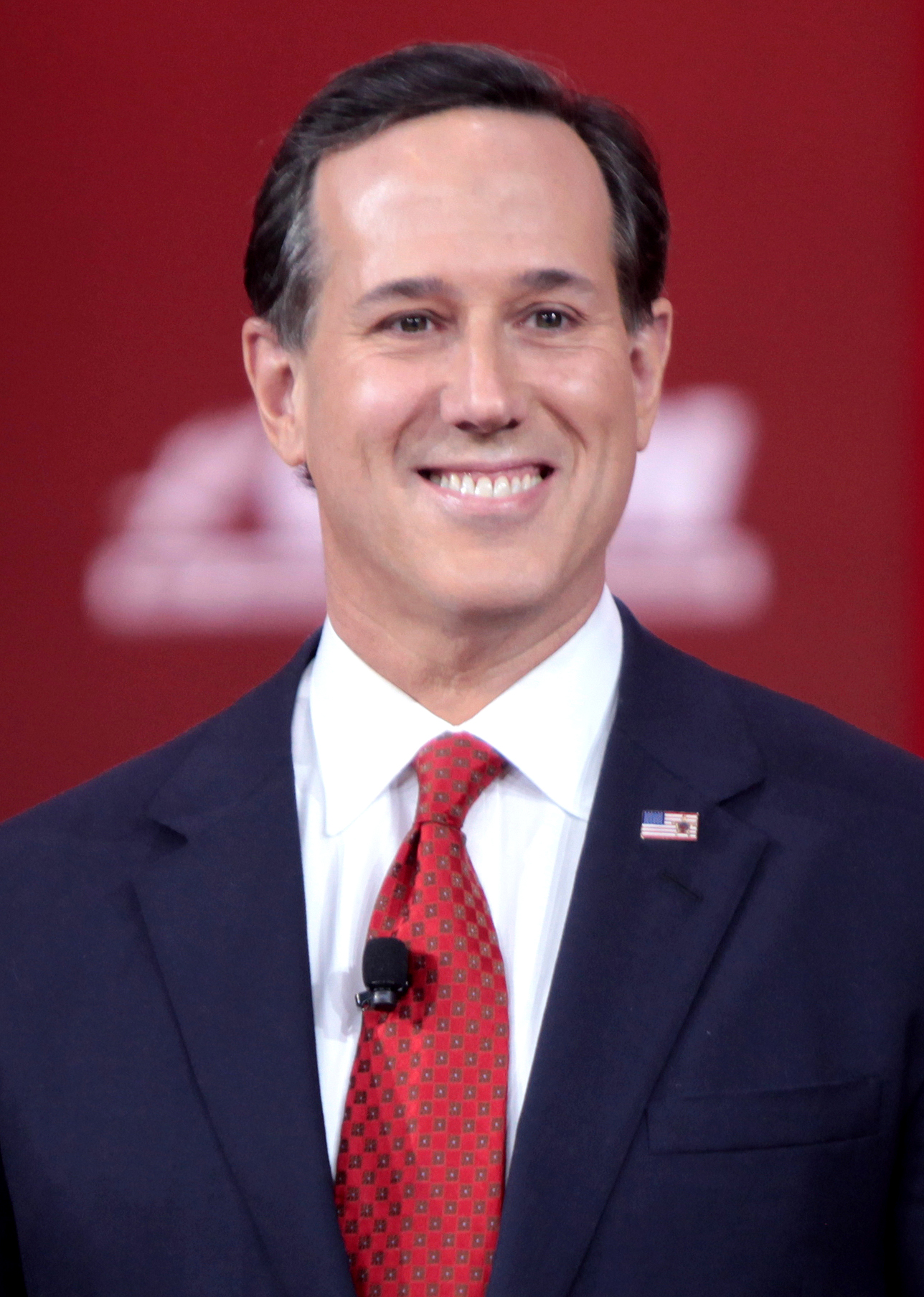
Rick Santorum (2015)

Richard John „Rick“ Santorum (* 10. Mai 1958 in Winchester, Virginia) ist ein US-amerikanischer Politiker der Republikanischen Partei, der den Bundesstaat Pennsylvania in beiden Kammern des Kongresses vertrat. 1990 wurde er erstmals in das US-Repräsentantenhaus gewählt, 1994 in den US-Senat.
Santorum gehörte im US-Senat zur Führungsriege seiner Partei, scheiterte jedoch 2006 beim Versuch der Wiederwahl deutlich. 2012 trat er in der parteiinternen Vorwahl für die Präsidentschaft an und wurde zum wichtigsten konservativen Gegenspieler des Establishment-Kandidaten Mitt Romney, verlor aber am Ende deutlich gegen diesen. Vier Jahre später trat Santorum wieder in der republikanischen Vorwahl an, blieb aber diesmal Außenseiter und zog sich Anfang Februar 2016 aus dem Rennen zurück.
Er vertritt – auch im Vergleich zu anderen Republikanern – sehr konservative und christlich-fundamentalistische Standpunkte, besonders zu gesellschaftspolitischen Themen wie Abtreibung und Homosexualität, was mehrfach zu öffentlichen Kontroversen führte.

## Familie, Ausbildung und Beruf

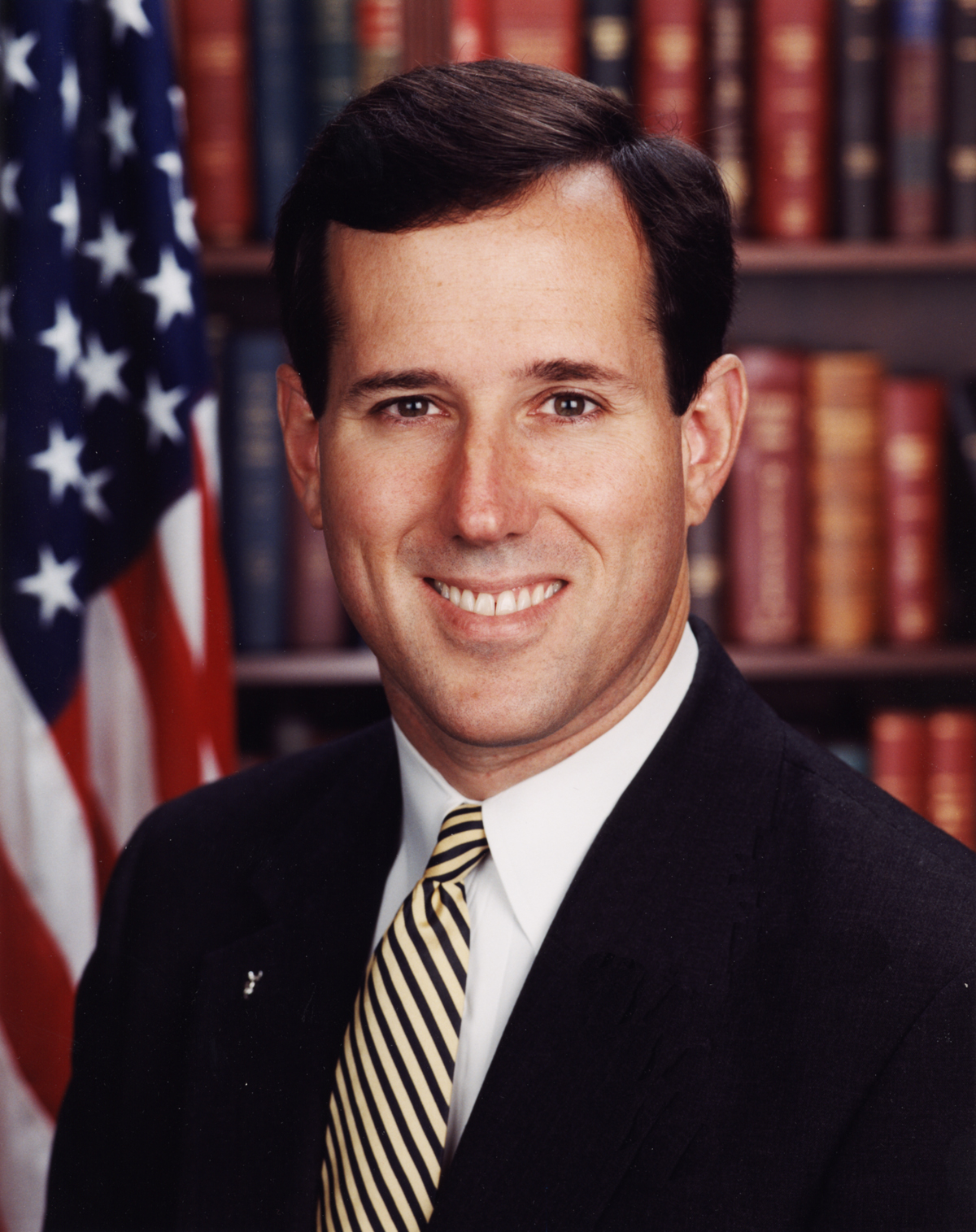
Rick Santorum (1995)

Sein Vater Aldo Santorum (1923–2011) stammt aus Riva del Garda und wanderte aus Italien in die USA ein. Seine Mutter Catherine (1918–2019) hat italienische und irische Vorfahren. Beide Eltern waren in Gesundheitsberufen tätig.
Santorum erhielt einen Bachelor-of-Arts-Abschluss von der Pennsylvania State University im Jahr 1980 und einen Master of Business Administration der University of Pittsburgh im Jahr 1981. Nach dem Studium war er bis zum Jahr 1986 Mitarbeiter von J. Doyle Corman, einem Staatssenator aus Virginia. 1986 erhielt er seinen Juraabschluss von der Dickinson School of Law, wurde als Rechtsanwalt zugelassen und eröffnete eine Kanzlei in Pittsburgh.
Nach einer langen politischen Karriere kehrte er 2007 in die Privatwirtschaft zurück. Nach seiner ersten Präsidentschaftskampagne wurde er im Juni 2013 CEO der EchoLight Studios, um nach eigener Aussage familienorientierte Spielfilme zu drehen.
Santorum ist Mitglied einer römisch-katholischen Kirchengemeinde in der Nähe von Washington. Zu dieser Gemeinde gehören auch der ehemalige Chef des FBI, Louis Freeh, und der Richter am Supreme Court, Antonin Scalia.
Rick Santorum und seine Frau Karen Garver Santorum haben sieben Kinder: Elizabeth Anne, Richard John („Johnny“) Jr., Daniel James, Sarah Maria, Peter Kenneth, Patrick Francis und Isabella. Ihr Sohn Gabriel Michael (1996) war mit nur 20 Wochen Schwangerschaft eine Frühgeburt und starb zwei Stunden nach seiner Geburt. Rick und seine Frau nahmen das Kind mit nach Hause, um gemeinsam mit ihren anderen Kindern (damals vier, sechs, und acht Jahre alt) von ihm Abschied zu nehmen. Obwohl bei einer Totgeburt empfohlen wird, Zeit mit dem toten Kind zu verbringen, wurde Santorum deshalb im Wahlkampf von zwei Kommentatoren verspottet. Karen schrieb ein Buch über ihre Erfahrung: Letters to Gabriel: The True Story of Gabriel Michael Santorum. Seine Ehefrau ist Autorin eines Buchs über gutes Benehmen für Kinder. Beide wurden am 12. November 2004 als Ritter und Dame in den Malteserorden aufgenommen.

## Politische Laufbahn
Er wurde 1990 im Alter von 32 Jahren in das Repräsentantenhaus der Vereinigten Staaten gewählt, wobei er den Mandatsinhaber seit 1977, den Demokraten Doug Walgren, besiegte. Nach zwei Mandatsperioden trat er für einen der beiden Sitze Pennsylvanias im US-Senat an und schlug bei der Wahl im November 1994, die generell für die Republikaner äußerst günstig verlief, überraschend den demokratischen Amtsinhaber Harris Wofford. Im Senat saß Santorum unter anderem im Geschäftsordnungsausschuss und war zuletzt Vorsitzender der Senate Republican Conference, der dritthöchsten Hierarchiestufe für republikanische Senatsmitglieder.
Bei der Wahl im November 2000 wurde Santorum gegen Ron Klink wiedergewählt. Beim Versuch einer zweiten Wiederwahl scheiterte er am 7. November 2006 deutlich. Sein Herausforderer Bob Casey gewann mit einem Vorsprung von 18 Prozentpunkten, was die höchste Niederlage eines amtierenden Senators seit 30 Jahren war. Für seine Niederlage wurden neben einer für die Republikaner allgemein ungünstigen politischen Stimmung (gegen George W. Bush und den Irakkrieg) verschiedene umstrittene Entscheidungen und Äußerungen verantwortlich gemacht.
Vor dieser Niederlage galt Santorum als möglicher republikanischer Kandidat bei den US-Präsidentschaftswahl 2008.

### Präsidentschaftswahlkampf 2012

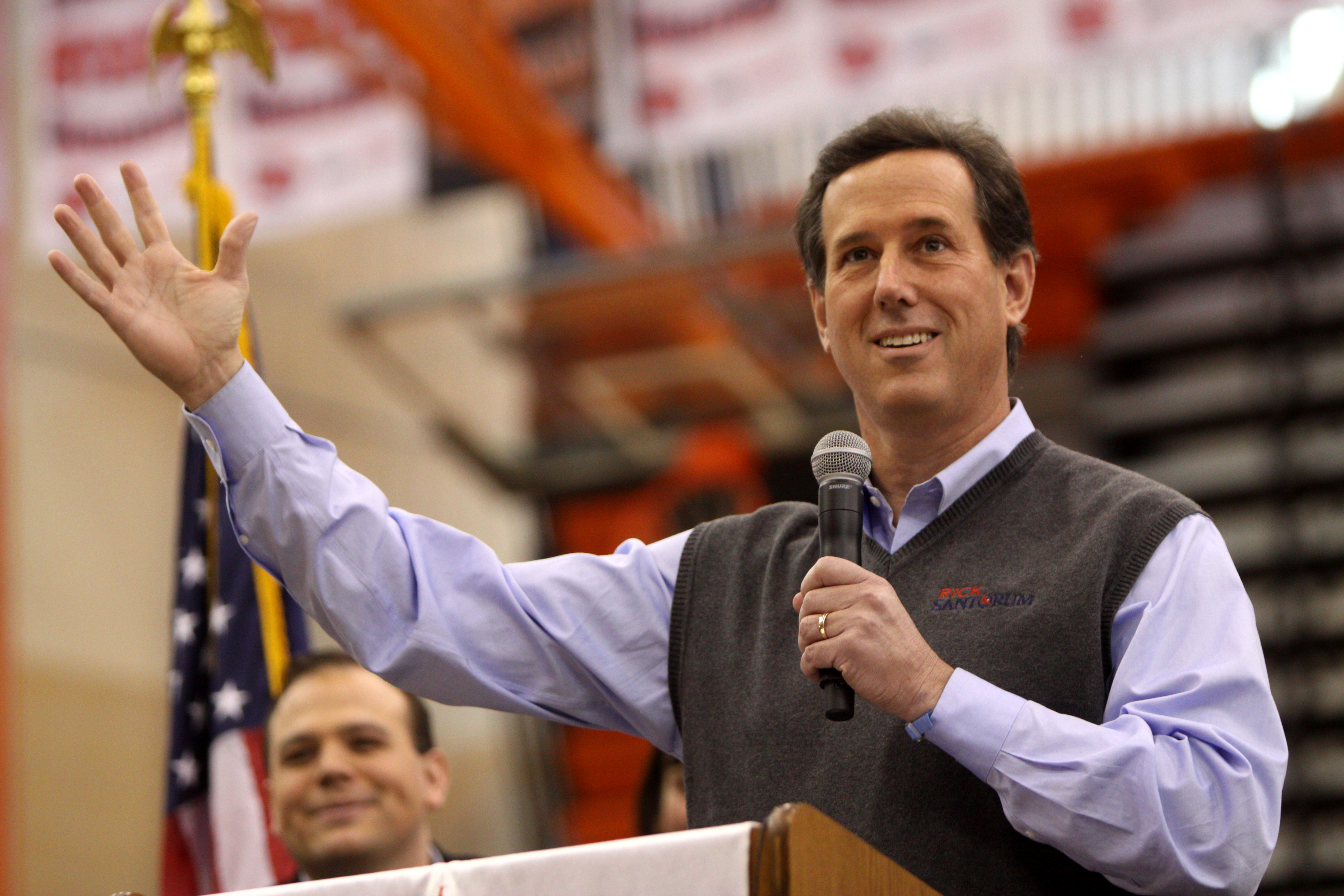
Rick Santorum bei einem Auftritt in Iowa (2011)

Im April 2011 gab Santorum bekannt, dass er ein Konto eingerichtet habe, um Spenden für einen eventuellen Präsidentschaftswahlkampf zu sammeln; er wurde Kandidat für die Präsidentschaftswahl im November 2012, beteiligte sich an den Vorwahlen der Republikaner und wurde zum führenden Herausforderer des Establishment-Favoriten Mitt Romney von konservativer Seite.
Bei den ersten Vorwahlen am 3. Januar 2012 im Bundesstaat Iowa lieferte er sich ein Kopf-an-Kopf-Rennen um den Sieg mit seinem Mitbewerber Mitt Romney. Nach einem Rückstand ergab eine Neuauszählung, dass Santorum mit 34 Stimmen Vorsprung gesiegt hatte. Da aber aus acht Wahlbezirken eindeutige Ergebnisse bei der Überprüfung nicht festgestellt werden konnten, galt für die Vorwahl in Iowa vorerst ein Unentschieden zwischen Romney und Santorum. Nachdem die Stimmen noch einmal nachgezählt wurden, ist er seit dem 20. Januar mit 24,6 % und sieben Delegiertenstimmen offiziell der Sieger.
Bei den folgenden Vorwahlen in New Hampshire (10. Januar), South Carolina (21. Januar), Florida (31. Januar) und Nevada (4. Februar) blieb er, teils deutlich, unter der 20-Prozent-Marke und sicherte sich somit insgesamt nur von drei Delegierten die Stimmen.
Am 7. Februar konnte er bei allen drei Vorwahlen des Tages in den Staaten Minnesota, Missouri und Colorado etwas überraschend gegen den Favoriten Romney mit deutlichem Vorsprung gewinnen, was ihm die Stimmen von 40 Delegierten in Colorado und Minnesota brachte. In Missouri wurden die Delegierten erst am 17. März verteilt, es ist jedoch aufgrund des dortigen komplizierten Wahlsystems nicht bekannt, wer wie viele Stimmen bekommt, was sich erst am Wahlparteitag Ende August zeigen wird.
In Maine, wo die Vorwahlen in einem Zeitraum von insgesamt acht Tagen vom 4. Februar bis zum 11. Februar stattfanden, betrieb er nur wenig Wahlkampf und kam auf knapp 18 % und drei Delegiertenstimmen.
Bei den drei Vorwahlen Ende Februar unterlag er in Michigan (28. Februar) und Wyoming (29. Februar) gegen Romney knapp und in Arizona (28. Februar) etwas deutlicher, konnte sich aber 24 Delegierte sichern. Bemerkenswert ist das gute Ergebnis in Michigan, dem Heimatstaat Romneys, in welchem dieser nur dank einer mehrere Millionen teuren Werbekampagne gewinnen konnte.
In Washington am 3. März wurde Santorum mit 24 % und 10 Delegiertenstimmen zwar nur Dritter hinter Romney und Paul, konnte jedoch am 6. März, dem Super Tuesday, immerhin in 3 von 10 Staaten (North Dakota, Oklahoma und Tennessee) gewinnen und blieb in Ohio nur denkbar knapp hinter Romney zurück. In diesen vier Staaten konnte er insgesamt 70 Delegiertenstimmen für sich gewinnen. In den anderen sechs Staaten, in denen an diesem Tag abgestimmt wurde (Alaska, Georgia, Idaho, Massachusetts, Vermont und Virginia), reichte es nur für 13 weitere Delegiertenstimmen. In Virginia durfte er nicht kandidieren, da er zuvor die benötigte Anzahl an Unterschriften nicht vorweisen konnte.
Nach einem deutlichen Sieg in Kansas am 10. März mit 52 % und 33 Delegiertenstimmen, setzte er sich am 13. März ebenfalls in den beiden Südstaaten Alabama und Mississippi durch, wo zuvor Erfolge sowohl von Mitt Romney als auch von Newt Gingrich für möglich gehalten wurden; in Hawaii hingegen unterlag er Romney und sicherte sich so insgesamt weitere 36 Stimmen von Delegierten an diesem Tag.
Bei den Abstimmungen in den US-Territorien Amerikanische Jungferninseln, Guam und Nördliche Marianen (10. März), sowie Amerikanisch-Samoa (13. März) und Puerto Rico (18. März), wo er zuvor auch noch die Puerto-Ricaner verärgert hatte, gewann er keine Delegiertenstimmen.
Am 20. März unterlag er in Illinois erwartungsgemäß gegen Mitt Romney und sicherte sich bloß zehn Delegierte, wohingegen er in Louisiana am 24. März deutlich siegen konnte.
Bei den Vorwahlen am 3. April in Maryland, Washington, D.C. und Wisconsin erreichte Santorum jeweils nur den zweiten Platz hinter Romney. Dennoch kündigte Santorum in einer Rede in der Wahlnacht an, weiterhin um die Nominierung als Präsidentschaftskandidat der Republikaner zu kämpfen.
Insgesamt gewann Santorum dabei in 11 Staaten (Alabama, Colorado, Iowa, Kansas, Louisiana, Minnesota, Mississippi, Missouri, North Dakota, Oklahoma und Tennessee) und erhielt die Stimmen von über vier Millionen Menschen. Am 10. April 2012 erklärte Santorum, aus dem Rennen der republikanischen Präsidentschaftsbewerber auszusteigen. Dabei „ruhte“ sein Wahlkampf nur, was es ihm rechtlich ermöglichte, weiter Spenden zu sammeln, um durch Wahlkampfkosten entstandene Schulden zu begleichen. Im August 2012 wurde Mitt Romney als republikanischer Präsidentschaftskandidat nominiert, der im November dem Amtsinhaber Barack Obama unterlag.

### Präsidentschaftswahl 2016
Rick Santorum kündigte am 28. Mai 2015 seine erneute Bewerbung um die US-Präsidentschaft für die Wahl 2016 an. Anders als vier Jahre zuvor gelang es Santorum im dichten Bewerberfeld von zwischenzeitlich 17 Kandidaten im parteiinternen Vorwahlprozess nie, viel Aufmerksamkeit auf sich zu ziehen. In Umfragen kam er nie über den niedrigen einstelligen Prozentbereich hinaus und gab kurz nach der ersten Abstimmung, dem Caucus von Iowa, am 3. Februar 2016 seinen Rückzug aus dem Nominierungsprozess bekannt. Er teilte mit, nun den Kandidaten Marco Rubio zu unterstützen.

## Politische Standpunkte

### Erziehung

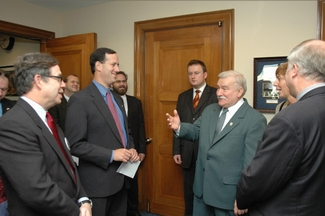
Rick Santorum mit dem ehemaligen polnischen Präsidenten Lech Wałęsa

Santorum versuchte 2001 erfolglos, den Gesetzentwurf „No Child Left Behind“ des Präsidenten dahingehend abzuändern, dass „ein volles Spektrum der Ansichten“ über die Ursprünge der Menschheit in Schulklassen zu unterrichten sei. Dieser „Santorum-Änderungsantrag“ hätte die Lehre der biologischen Evolution relativiert. Demnach wären öffentliche Schulen in den USA verpflichtet gewesen, die Kontroversen über wissenschaftliche Theorien anhand des Beispiels der Evolution zu diskutieren. Vielfach wurde befürchtet, dass damit für den Schulunterricht auch die ausführliche Behandlung von Erklärungen, die rein weltanschaulich bzw. religiös begründet sind und nicht als wissenschaftlich anerkannt werden (wie Intelligent Design), vorgeschrieben worden wäre. Eine abgeschwächte Version des Änderungsantrags wurde jedoch vom Senat angenommen; zwei Kongressabgeordnete aus Ohio argumentierten anschließend, dieser Antrag schreibe vor, dass die Bundesstaaten Intelligent Design in den Lehrplänen aufnehmen müssten.

### Religion am Arbeitsplatz
Santorum und der demokratische Senator John Kerry aus Massachusetts haben gemeinsam den Entwurf eines Workplace Religious Freedom Act (WRFA) in den Senat eingebracht. Dieser Gesetzentwurf würde Arbeitgeber dazu verpflichten, den religiösen Bräuchen ihrer Mitarbeiter entgegenzukommen, solange dies für den Arbeitgeber keine unzumutbare Härte darstelle. So sollten Arbeitgeber zum Beispiel flexiblere Schichtarbeit anbieten, damit religiöse Feiertage oder Kleidungsvorschriften eingehalten werden können. Ähnliche Gesetzesentwürfe wurden schon 1997, 2000, und 2003 eingebracht, aber bislang hatte keiner von ihnen Erfolg.

### Rentenversicherung
Santorum ist auch aktiver Unterstützer der Teilprivatisierung der nationalen Rentenversicherung (Social Security), die er bevorzugt mit dem Begriff „Personalisierung“ bezeichnet. Nach der Präsidentenwahl 2004 hielt Santorum viele Diskussionsveranstaltungen in Pennsylvania ab, um die öffentliche Meinung zum Thema einzuschätzen und um die Argumente zugunsten einer Veränderung darzustellen.

### Schwangerschaftsabbruch
Santorum ist ein Vertreter der Lebensrechtsbewegung und lehnt Schwangerschaftsabbruch auch in Fällen von Vergewaltigung und Inzest ab. Frauen, die nach einer Vergewaltigung schwanger werden, sollten seiner Meinung nach „das Geschenk“ annehmen, „das Gott [ihnen] gegeben hat“. Er ist der Auffassung, dass die bei der Empfängnis entstehende Zygote eine Person darstellt, welche die gleichen Rechte genieße wie ein geborener Mensch.
Santorum hat als Senator Gesetzesentwürfe unterstützt, um Embryonen und Föten zu schützen und das in Roe v. Wade festgelegte Recht auf Abtreibung einzuschränken. Er setzte sich ein für den Unborn Victims of Violence Act, durch welchen eine Gewalttat, die zum Tod eines Embryos oder Fötus führt, als eigenes Verbrechen bestraft wird. In seinem Plädoyer für das Gesetz vor dem Senat bezeichnete er Schwangerschaftsabbruch als ein „Krebsgeschwür“ und forderte das Personsein des Embryos bzw. Fötus zu respektieren. Der Gesetzesentwurf zum Verbot der Partial Birth Abortion wurde von ihm mitverfasst und in den 108. Kongress der Vereinigten Staaten eingebracht. Diese Art des Schwangerschaftsabbruchs wurde in dem Gesetzentwurf definiert als eine Abtreibung, bei der die durchführende Person eine Geburt einleitet, bis der Fötus sich teilweise außerhalb des Körpers der schwangeren Frau befindet, um den Tod des Fötus zu bewirken.
Im Zusammenhang mit der Frage des rechtlichen Status von Schwangerschaftsabbrüchen sprach er sich dafür aus, Ärzte, die Abtreibungen vornehmen – selbst in Fällen von Vergewaltigungen oder Inzest –, strafrechtlich zu verfolgen, nicht aber die Frauen.

### Empfängnisverhütung
Obwohl er nicht als Sponsor der Terri-Schiavo-Sondergesetzgebung genannt wird, spielte er dennoch eine wichtige Rolle dabei, den Gesetzentwurf durch den Senat zu bringen, über den am 20. März 2005 abgestimmt wurde. Santorum hat mehrmals ausgesagt, er glaube nicht an ein Recht auf Privatsphäre in der Verfassung, auch nicht innerhalb der Ehe. Deshalb ist er ein besonderer Kritiker der Entscheidung des Supreme Court im Fall Griswold v. Connecticut aus dem Jahr 1965, in dem das Recht von Ehepaaren, Verhütungsmittel zu erwerben und zu benutzen, festgestellt wurde. Santorum sagte im Oktober 2011, dass Empfängnisverhütung „nicht okay“ sei, sondern „eine Lizenz, um im sexuellen Bereich Dinge zu tun, die dem völlig entgegenstehen, wie die Dinge sein sollten.“
Santorum war (bis zum 10. April 2012) einer von 12 Republikanern, die Präsidentschaftskandidat der Republikanischen Partei werden wollten; in dieser Wahlkampfphase bezeichnete er die Antibabypille unter anderem als „schädlich für die Gesellschaft“ und unterstützte ein Verbot der Kostenerstattung durch die Krankenversicherungen.

### Sexualmoral und Homosexualität
Santorum löste durch ein Interview mit der Associated Press (AP), welches am 7. April 2003 stattfand und am 20. April 2003 veröffentlicht wurde, eine Kontroverse aus. Im Interview ging es um den damals viel diskutierten sexuellen Missbrauch von Kindern durch römisch-katholische Priester. Santorum wurde gefragt, wie dieser Missbrauch am besten zu verhindern wäre. Santorum antwortete, dass die Priester sich „in einer grundsätzlich homosexuellen Beziehung“ mit „postpubertären Männern“ befinden würden und führte aus, er habe grundsätzlich „ein Problem mit homosexuellen Handlungen“. Seine Antwort wurde von manchen Beobachtern so interpretiert, dass sich seiner Meinung nach das Recht auf Unversehrtheit der Privatsphäre nicht auf die Sexualität erstrecke. In diesem Zusammenhang stellte er gleichgeschlechtliche Sexualpraktiken zusammen mit Ehebruch, Polygamie, Pädophilie und Zoophilie als „Antithese zur gesunden, traditionellen Familie“ dar. Seiner Meinung nach existierten zu Recht (damals noch) Sodomiegesetze, um Taten zu verhindern, welche „die Grundzüge unserer Gesellschaft und der Familie unterminieren“.
Santorum lehnt gleichgeschlechtliche Ehen und Partnerschaften ab und ist der Auffassung, ein Vater im Gefängnis sei einem homosexuellen Vater vorzuziehen. Santorum fühlte sich von der Homosexuellengemeinschaft in den USA verfolgt. Diese würde einen schwulen Dschihad gegen ihn führen.
Als Reaktion auf Äußerungen Santorums aus dem Jahr 2003 rief der Blogger Dan Savage zu einer Neudefinition des Begriffs santorum auf; schließlich wurde der Neologismus „santorum“ (in der Bedeutung „Nebenprodukt von Analverkehr“) gestreut, um gegen die als homophob empfundenen Äußerungen Santorums zu protestieren. Die Wortneuschöpfung erlangte dauerhafte Bekanntheit als eine der erfolgreichsten Google-Bomben in den USA und wurde im Rahmen seiner Bewerbung als republikanischer Präsidentschaftskandidat 2012 diskutiert.

### Naher Osten und Islam

#### Irakkrieg
Im Februar 2009 nahm er im Rahmen seiner Vorlesungsreihe an einer Veranstaltung der University of Nebraska teil, in der er den anwesenden Studenten aus seiner Sicht von den Gründen für den Irakkrieg berichtete. Seiner Meinung nach machte die Regierung von George W. Bush einen großen Fehler, indem sie den Amerikanern nicht die Wahrheit über den Krieg im Nahen Osten sagte, und dass dieser Fehler von der Regierung Obama wiederholt würde: „Is that true, are we really fighting terrorists?“
Er habe den Krieg unterstützt, weil nicht zu kämpfen bedeutet hätte, die westliche Zivilisation zu gefährden. Er glaube, dass Moslems die Feinde Amerikas seien, da sie ihre Religion wörtlich nähmen und aus dem historischen Zusammenhang rissen: „Eine Demokratie kann nicht existieren, da Mohammed bereits das perfekte Gesetz geschaffen hat.“

#### Iran
Santorum kündigte an, er werde im Falle eines Wahlsieges den Iran dazu auffordern, Waffeninspekteure zuzulassen, oder andernfalls den Iran bombardieren lassen.

#### Kritik an Israel
Im Jahre 2003 kündigte Santorum an, dass er eine Initiative der sogenannten „ideological diversity“ einbringen möchte. Demnach sollten Lehranstalten, die eine israelkritische Weltsicht vertreten, keine öffentlichen Mittel mehr zur Verfügung bekommen. Die Initiative, die de facto das Recht auf freie Meinungsäußerung beschnitten hätte, wurde von Gegnern als Gedankenkontrolle und McCarthyismus kritisiert und wurde nicht weiterverfolgt.

### Umweltschutz
Santorum bestreitet die menschengemachte Erderwärmung. Diese Annahme sei Teil einer Verschwörung und daher müssten keine Maßnahmen dagegen getroffen werden.
Weiterhin ist er ein Befürworter neuer Öl- und Gasbohrungen – und dies ohne Einschränkungen.
Um „Amerikas eigene Energiegewinnung zu entfesseln“ schließt Santorum auch einen Ausbau der Kernenergie nicht aus. Er befürwortet zudem einen radikalen Abbau aller Subventionen und Steuererleichterungen im Energiesektor, insbesondere im Fall „nicht marktreifer […] Technologien zur CO2-Reduktion“.

### Todesstrafe
Santorum tritt grundsätzlich für die Todesstrafe ein, hat diese Position aber inzwischen offenbar stark eingeschränkt. Zum letzten Mal äußerte er sich 2005 zu der Frage:

„Ich war sehr beunruhigt über Fälle, in denen jemand fälschlich verurteilt worden sein könnte. DNA-Beweise sollten, wenn möglich, definitiv verwendet werden. Ich stimme mit dem Papst überein, dass in der zivilisierten Welt … die Anwendung der Todesstrafe beschränkt sein sollte. Ich würde dem definitiv zustimmen. Ich würde sicherlich vorschlagen, dass es wahrscheinlich weitergehende Beschränkungen ihres Gebrauchs geben sollte.“

### Einwanderung
Santorum ist ein Befürworter des Grenzzauns zwischen Mexiko und den USA. Die Einwanderung ausländischer Arbeitskräfte hält er für „schädlich, sowohl in ökonomischer als auch in sozialer Hinsicht“.

### Waffenkontrolle
Santorum spricht sich für das Waffenrecht aus. Er erklärte unter anderem, er sei gegen das Verbot von Feuerwaffen oder einen UN-Kontrollvertrag.

### Euthanasie
Santorum behauptete 2012, dass alte Menschen in den Niederlanden unfreiwillig von Ärzten ermordet würden. Zehn Prozent aller Todesfälle in den Niederlanden seien durch Sterbehilfe verursacht, und von diesen würden 50 % unfreiwillig getötet.

## Säkularismus
Ende 2014 behauptete er wahrheitswidrig, dass die Verfassung der Vereinigten Staaten keine Trennung von Kirche und Staat vorsehe. Der Säkularismus sei allenfalls in der Verfassung der Sowjetunion vorgesehen.

## In den Medien
Die US-amerikanische Fernsehserie The Newsroom auf HBO (Staffel 1, Episode 6) zeigte einen Einspieler, in dem Santorum Homosexualität als Einstellung (Lifestyle) charakterisiert. Eine andere Folge thematisierte Santorums Wissenschaftsfeindlichkeit im Hinblick auf Klimawandel und Kreationismus.
Nach seiner politischen Karriere war Santorum eine Zeit lang als politischer Kommentator für CNN tätig. Als solcher wurde er im Mai 2021 entlassen, nachdem er sich rassistisch über amerikanische Ureinwohner geäußert hatte. So hatte er u. a. geäußert, dass es vor Ankunft europäischer Siedler in Amerika nichts gegeben habe und der amerikanische Staat aus dem Nichts geboren worden sei: „Wir haben eine Nation aus dem Nichts geboren. Ich meine, hier war nichts. Ich meine, ja, wir haben zwar Indianer, aber ehrlich gesagt, existiert in der amerikanischen Kultur nicht viel Kultur der amerikanischen Ureinwohner.“

## Schriften
- It Takes a Family. Intercollegiate Studies Institute 2005, ISBN 978-1-932236-29-3.
- It Takes a Family: Conservatism and the Common Good. Intercollegiate Studies Institute 2006 (2. Auflage), ISBN 978-1-932236-83-5.
- Rick Santorum. Monument Press 2005, ISBN 978-0-9769668-0-7.